# Marlene Green
Pour les articles homonymes, voir Green.
Vous pouvez aider à l'améliorer ou bien discuter des problèmes sur sa page de discussion.
- Son texte doit être wikifié : il ne correspond pas à la mise en forme Wikipédia (style, typographie, liens internes, liens entre les wikis, etc.). (Marqué depuis mai 2025)
- Il est orphelin : moins de trois articles lui sont liés. Aidez à ajouter des liens en plaçant le code [[Marlene Green]] dans les articles relatifs au sujet. (Marqué depuis mai 2025)

 (mai 2025).
Marlene Green (née le 9 novembre 1940 à Dominica[pas clair] et morte le 31 octobre 2002) est une militante communautaire canadienne, une éducatrice et une employée d'une ONG. Elle est surtout connue en tant que fondatrice du Black Education Project, un organisme bénévole créé pour lutter contre les inégalités raciales dans le système éducatif de Toronto.

## Jeunesse
Née en Dominique, Green émigre au Canada à la fin des années 1960, une période durant laquelle 64 000 personnes des Caraïbes ont immigré au Canada, à la suite de la libéralisation de la loi canadienne sur l'immigration.

## Activisme

### Toronto
En 1968, Green travaille avec des jeunes noirs sur des projets de justice sociale concernant la libération de l'Afrique du Sud Un an plus tard, en 1969, Green lance le Black Education Project, qui vise les étudiants noirs et proteste contre les disparités dans le système éducatif et la discrimination dans la vie publique, le lieu de travail et avec la police ,. Le programme est la réponse de Green aux taux d'abandon élevés et au nombre disproportionné d'enfants noirs identifiés comme nécessitant une éducation spéciale et des classes de besoins comportementaux. Le Black Education Project encourage la « revolution by transformation but from the ground up ». En appliquant cette approche, l'organisation fait la promotion de l'histoire des Noirs et offre un soutien et des ressources éducatives aux parents de jeunes noirs. Il offre également des programmes éducatifs, notamment des programmes après l'école, des camps d'été et des séances de tutorat en soirée et en fin de semaine.
Le travail de justice sociale de Green à la fin des années 1960 et au début des années 1970 amène des mouvements socio-politiques. En 1969, Green lève des fonds pour les étudiants impliqués dans l'affaire Sir George Williams, un événement qui fait partie du mouvement Black Power à Montréal. En 1970, Green a soutenu des projets qui ont contribué à la Révolution du Black Power à Trinidad.
Au début des années 1970, en plus d'être membre des comités de soutien à la libération de l'Afrique, Green est l'agent des relations communautaires du Toronto Board of Education. À ce poste, elle facilite des programmes de formation et des ateliers axés sur le racisme. En 1979, Green coproduit un rapport, le premier du genre, qui identifie des problèmes, tels que des résultats scolaires disproportionnés sur le plan racial qui défavorisent les étudiants noirs. Dans les années 1970, Green créé également le Brotherhood Community Centre Project, un espace utilisé par d'autres groupes d'organisations de justice sociale défendant les besoins des Canadiens noirs.

### International
Au cours des deux décennies suivantes, Green travaille au niveau international, participant à des activités qui s'opposent à l'apartheid et se concentrent sur le développement communautaire. Elle occupe un rôle de leadership à CUSO, en tant que coordination régionale de l'organisation de développement international. Dans ce poste, Green soutient des projets en Afrique orientale, australe et centrale ainsi que dans les Caraïbes. Elle reste coordinatrice de CUSO à la Grenade jusqu'en 1983. Green est évacuée de la nation insulaire de Grenade, après avoir été envahi par les États-Unis à la suite de l'exécution du Premier ministre Maurice Bishop.